# چشمه عروس
چشمهٔ عروس  نام رودی است در سه کیلومتری شهر رابر واقع در استان کرمان. این رود به طول ۸۷ کیلومتر سومین رود بلند کرمان بعد از هلیل‌رود و رود ملنتی است. این رود پس از آبیاری مزرعه‌های رابر به هلیل رود می‌پیوندد و به سد جیرفت می‌ریزد.
هلیل‌رود و چشمهٔ عروس باهم به هامون جازموریان می‌ریزند.

## جشنوارهٔ گردو در چشمهٔ عروس
جشنوارهٔ گردوی استان کرمان در ۲۴ شهریور ۱۳۹۰ و ۱۳۹۱ در چشمهٔ عروس برگزار شد.